# Allonne (Deux-Sèvres)
Allonne – miejscowość i gmina we Francji, w regionie Nowa Akwitania, w departamencie Deux-Sèvres.
Według danych na rok 1990 gminę zamieszkiwało 631 osób, a gęstość zaludnienia wynosiła 27 osób/km² (wśród 1467 gmin regionu Poitou-Charentes Allonne plasuje się na 471. miejscu pod względem liczby ludności, natomiast pod względem powierzchni na miejscu 300.).